# Olgierd Światowiak
Olgierd Światowiak (ur. 26 stycznia 1952 w Trzciance) – polski trener kajakarstwa.

## Kariera sportowa
W młodości uprawiał kajakarstwo w klubach Maraton Warszawa, Marymont Warszawa i Skra Warszawa. Ukończył studia na Akademii Wychowania Fizycznego w Warszawie. Od 1976 był trenerem w klubie Świt Nowy Dwór Mazowiecki. Wśród jego wychowanków byli Wojciech Kurpiewski, Izabela Dylewska, i Elżbieta Urbańczyk. W 1990 przeniósł się do Posnanii, a razem z nim barwy klubowe zmieniły także Izabela Dylewska (przez pewien czas także jego żona) i Elżbieta Urbańczyk. Prowadził tam również Barbarę Hajcel, Kingę Gregorowicz, Agatę Piszcz. Od 1987 do 1996 był równocześnie trenerem kadry narodowej seniorek w kajakarstwie. Jego zawodniczki w latach 1987-1996 zdobyły dwa brązowe medale olimpijskie (Izabela Dylewska w K-1 500 w 1988 i 1992), mistrzostwo świata w 1994 w K-2 500 m (Barbara Hajcel i Elżbieta Urbańczyk), cztery tytuły wicemistrzyń świata i brązowy medal mistrzostw świata, a Izabela Dylewska, Elżbieta Urbańczyk i Agata Piszcz sięgały po medale imprez mistrzowskich także w okresie późniejszym, w czasie pracy klubowej. W latach 2005–2007 był trenerem kadry narodowej seniorów w kajakarstwie, ale niektórzy najlepsi zawodnicy (Marek Twardowski i Adam Wysocki) uzyskali zgodę na treningi z innym trenerem. Wiosną 2007 został odwołany ze swojej funkcji wobec protestu zawodników.

## Wyróżnienia
W Plebiscycie Przeglądu Sportowego został wybrany trenerem roku 1994.